# 제보자들
《제보자들》은 2016년 10월 10일부터 2020년 9월 2일까지 방송된 교양 프로그램이다.

## 기획 의도
대한민국 스토리 헌터들이 의문의 제보를 단서로 미스터리에 숨겨진 진실을 찾아가는 이야기를 다룬 프로그램.

## 역대 방송시간
| 방송 채널 | 방송 기간                         | 방송 시간                        |
| --------- | --------------------------------- | -------------------------------- |
| KBS 2TV   | 2016년 10월 10일 ~ 2019년 4월 1일 | 매주 월요일 저녁 8:55 ~ 밤 10:00 |
| KBS 2TV   | 2019년 4월 25일 ~ 2020년 4월 2일  | 매주 목요일 저녁 8:55 ~ 밤 10:00 |
| KBS 2TV   | 2020년 4월 8일 ~ 2020년 6월 24일  | 매주 수요일 저녁 8:55 ~ 밤 10:00 |
| KBS 2TV   | 2020년 7월 1일 ~ 2020년 9월 2일   | 매주 수요일 저녁 8:30 ~ 밤 9:30  |

## 시청률

### 2016년
| 회차 | 방송일    | AGB 시청률 |
| ---- | --------- | ---------- |
| 1회  | 10월 10일 | 7.7%       |
| 2회  | 10월 17일 | 8.3%       |
| 3회  | 10월 24일 | 5.7%       |
| 4회  | 10월 31일 | 3.4%       |
| 5회  | 11월 7일  | 4.9%       |
| 6회  | 11월 14일 | 4.9%       |
| 7회  | 11월 21일 | 6.5%       |
| 8회  | 11월 28일 | 6.5%       |
| 9회  | 12월 5일  | 6.7%       |
| 10회 | 12월 12일 | 5.7%       |
| 11회 | 12월 19일 | 4.5%       |

### 2017년
| 회차 | 방송일    | AGB 시청률 |
| ---- | --------- | ---------- |
| 12회 | 1월 2일   | 6.1%       |
| 13회 | 1월 9일   | 5.2%       |
| 14회 | 1월 16일  | 6.1%       |
| 15회 | 1월 23일  | 6.0%       |
| 16회 | 2월 6일   | 7.3%       |
| 17회 | 2월 13일  | 6.5%       |
| 18회 | 2월 20일  | 5.1%       |
| 19회 | 2월 27일  | 5.2%       |
| 20회 | 3월 13일  | 3.8%       |
| 21회 | 3월 20일  | 4.7%       |
| 22회 | 4월 3일   | 5.8%       |
| 23회 | 4월 10일  | 3.6%       |
| 24회 | 4월 17일  | 6.3%       |
| 25회 | 4월 24일  | 6.3%       |
| 26회 | 5월 1일   | 5.9%       |
| 27회 | 5월 8일   | 8.3%       |
| 28회 | 5월 15일  | 5.3%       |
| 29회 | 5월 22일  | 4.9%       |
| 30회 | 6월 5일   | 5.2%       |
| 31회 | 6월 12일  | 5.0%       |
| 32회 | 6월 19일  | 6.6%       |
| 33회 | 6월 26일  | 6.2%       |
| 34회 | 7월 3일   | 5.9%       |
| 35회 | 7월 10일  | 6.4%       |
| 36회 | 7월 17일  | 6.3%       |
| 37회 | 7월 31일  | 5.5%       |
| 38회 | 8월 7일   | 5.9%       |
| 39회 | 8월 14일  | 5.9%       |
| 40회 | 8월 21일  | 6.1%       |
| 41회 | 8월 28일  | 6.2%       |
| 42회 | 9월 4일   | 6.3%       |
| 43회 | 9월 11일  | 6.0%       |
| 44회 | 9월 18일  | 5.6%       |
| 45회 | 9월 25일  | 3.4%       |
| 46회 | 10월 2일  | 7.0%       |
| 47회 | 10월 16일 | 4.8%       |
| 48회 | 10월 23일 | 7.7%       |
| 49회 | 11월 6일  | 6.6%       |
| 50회 | 11월 13일 | 6.1%       |
| 51회 | 11월 20일 | 6.4%       |
| 52회 | 11월 27일 | 6.5%       |
| 53회 | 12월 4일  | 6.8%       |
| 54회 | 12월 11일 | 7.4%       |
| 55회 | 12월 18일 | 6.9%       |
| 56회 | 12월 25일 | 7.5%       |

### 2018년
| 회차  | 방송일    | AGB 시청률 |
| ----- | --------- | ---------- |
| 57회  | 1월 1일   | 7.0%       |
| 58회  | 1월 8일   | 6.3%       |
| 59회  | 1월 15일  | 7.7%       |
| 60회  | 1월 22일  | 7.2%       |
| 61회  | 1월 29일  | 8.6%       |
| 62회  | 2월 5일   | 6.6%       |
| 63회  | 2월 26일  | 8.2%       |
| 64회  | 3월 5일   | 8.2%       |
| 65회  | 3월 12일  | 5.2%       |
| 66회  | 3월 19일  | 5.6%       |
| 67회  | 3월 26일  | 6.9%       |
| 68회  | 4월 2일   | 6.3%       |
| 69회  | 4월 9일   | 6.0%       |
| 70회  | 4월 16일  | 7.6%       |
| 71회  | 4월 23일  | 5.3%       |
| 72회  | 4월 30일  | 5.8%       |
| 73회  | 5월 7일   | 6.3%       |
| 74회  | 5월 14일  | 5.7%       |
| 75회  | 5월 21일  | 6.5%       |
| 76회  | 6월 4일   | 4.9%       |
| 77회  | 6월 11일  | 5.3%       |
| 78회  | 6월 25일  | 7.3%       |
| 79회  | 7월 2일   | 6.9%       |
| 80회  | 7월 9일   | 6.7%       |
| 81회  | 7월 16일  | 5.9%       |
| 82회  | 7월 23일  | 4.3%       |
| 83회  | 7월 30일  | 4.6%       |
| 84회  | 8월 6일   | 4.0%       |
| 85회  | 8월 13일  | 6.2%       |
| 86회  | 8월 27일  | 7.9%       |
| 87회  | 9월 3일   | 7.8%       |
| 88회  | 9월 10일  | 4.5%       |
| 89회  | 9월 17일  | 5.2%       |
| 90회  | 10월 1일  | 4.8%       |
| 91회  | 10월 8일  | 4.7%       |
| 92회  | 10월 15일 | 3.8%       |
| 93회  | 10월 22일 | 5.9%       |
| 94회  | 10월 29일 | 4.3%       |
| 95회  | 11월 5일  | 5.4%       |
| 96회  | 11월 19일 | 5.0%       |
| 97회  | 11월 26일 | 4.2%       |
| 98회  | 12월 3일  | 6.6%       |
| 99회  | 12월 10일 | 4.3%       |
| 100회 | 12월 17일 | 5.0%       |
| 101회 | 12월 24일 | 5.3%       |

### 2019년
| 회차  | 방송일    | AGB 시청률 |
| ----- | --------- | ---------- |
| 102회 | 1월 7일   | 5.3%       |
| 103회 | 1월 14일  | 5.2%       |
| 104회 | 1월 21일  | 4.8%       |
| 105회 | 1월 28일  | 6.4%       |
| 106회 | 2월 11일  | 5.0%       |
| 107회 | 2월 18일  | 7.0%       |
| 108회 | 2월 25일  | 5.4%       |
| 109회 | 3월 4일   | 5.3%       |
| 110회 | 3월 11일  | 5.6%       |
| 111회 | 3월 18일  | 4.4%       |
| 112회 | 3월 25일  | 6.0%       |
| 113회 | 4월 1일   | 5.2%       |
| 114회 | 4월 25일  | 3.7%       |
| 115회 | 5월 2일   | 4.0%       |
| 116회 | 5월 9일   | 5.4%       |
| 117회 | 5월 16일  | 4.1%       |
| 118회 | 5월 23일  | 3.8%       |
| 119회 | 5월 30일  | 3.7%       |
| 120회 | 6월 6일   | 4.1%       |
| 121회 | 6월 13일  | 3.6%       |
| 122회 | 6월 20일  | 4.8%       |
| 123회 | 6월 27일  | 2.8%       |
| 124회 | 7월 4일   | 2.9%       |
| 125회 | 7월 11일  | 3.9%       |
| 126회 | 7월 18일  | 4.3%       |
| 127회 | 7월 25일  | 3.0%       |
| 128회 | 8월 1일   | 3.7%       |
| 129회 | 8월 8일   | 3.0%       |
| 130회 | 8월 15일  | 3.9%       |
| 131회 | 8월 22일  | 3.9%       |
| 132회 | 8월 29일  | 4.8%       |
| 133회 | 9월 5일   | 3.4%       |
| 134회 | 9월 19일  | 3.2%       |
| 135회 | 9월 26일  | 2.3%       |
| 136회 | 10월 3일  | 3.7%       |
| 137회 | 10월 10일 | 6.7%       |
| 138회 | 10월 17일 | 6.1%       |
| 139회 | 10월 24일 | 4.1%       |
| 140회 | 10월 31일 | 3.6%       |
| 141회 | 11월 7일  | 6.1%       |
| 142회 | 11월 14일 | 5.5%       |
| 143회 | 11월 21일 | 5.1%       |
| 144회 | 11월 28일 | 4.4%       |
| 145회 | 12월 5일  | 3.6%       |
| 146회 | 12월 12일 | 5.1%       |
| 147회 | 12월 19일 | 4.5%       |
| 148회 | 12월 26일 | 4.0%       |

### 2020년
| 회차  | 방송일   | AGB 시청률 |
| ----- | -------- | ---------- |
| 149회 | 1월 2일  | 4.9%       |
| 150회 | 1월 9일  | 6.5%       |
| 151회 | 1월 16일 | 5.1%       |
| 152회 | 1월 23일 | 2.9%       |
| 153회 | 1월 30일 | 3.5%       |
| 154회 | 2월 6일  | 4.0%       |
| 155회 | 2월 13일 | 4.0%       |
| 156회 | 2월 20일 | 4.0%       |
| 157회 | 2월 27일 | 4.9%       |
| 158회 | 3월 5일  | 5.8%       |
| 159회 | 3월 12일 | 3.0%       |
| 160회 | 3월 19일 | 5.2%       |
| 161회 | 3월 26일 | 5.4%       |
| 162회 | 4월 2일  | 4.4%       |
| 163회 | 4월 8일  | 4.2%       |
| 164회 | 4월 15일 | 4.4%       |
| 165회 | 4월 22일 | 4.4%       |
| 166회 | 4월 29일 | 4.7%       |
| 167회 | 5월 6일  | 5.0%       |
| 168회 | 5월 13일 | 5.9%       |
| 169회 | 5월 20일 | 3.6%       |
| 170회 | 5월 27일 | 3.6%       |
| 171회 | 6월 3일  | 4.6%       |
| 172회 | 6월 10일 | 3.2%       |
| 173회 | 6월 17일 | 4.0%       |
| 174회 | 6월 24일 | 3.7%       |
| 175회 | 7월 1일  | 4.3%       |
| 176회 | 7월 8일  | 4.1%       |
| 177회 | 7월 15일 | 4.3%       |
| 178회 | 7월 22일 | 3.5%       |
| 179회 | 7월 29일 | 4.4%       |
| 180회 | 8월 5일  | 2.8%       |
| 181회 | 8월 12일 | 2.5%       |
| 182회 | 8월 19일 | 2.9%       |
| 183회 | 8월 26일 | 1.3%       |
| 184회 | 9월 2일  | 5.5%       |

## 동일 소재 프로그램
- 긴급출동 24시 (KBS 1TV)
- 공개수사 실종, 표리부동 (KBS 2TV)
- 생방송 방과 후 듄듄 (EBS 1TV)
- 우리시대, 리얼스토리 눈 (MBC TV)
- 긴급출동 SOS 24, 심장이 뛴다, 꼬리에 꼬리를 무는 그날 이야기, 당신이 혹하는 사이 (SBS TV)
- 진상월드 (MBN)
- 구조신호 시그널 (TV조선)
- 알쓸범잡 (tvN)
- 황우창의 음악정원 (cpbc FM)
- 여성시대, 싱글벙글쇼 (MBC 표준FM)
- 그대 창가에 (CBS 표준FM)

## 결방 및 편성 변경 안내
2016년
- 12월 26일 : KBS 2TV 월화 드라마 《화랑》 1~2회 특별판 편성으로 인한 결방.

2017년
- 1월 30일 : 설날특선영화 《미션 임파서블: 로그네이션》 편성으로 인한 결방.
- 3월 6일 : KBS 2TV 월화 드라마 《완벽한 아내》 1~2회 특별판 편성으로 인한 결방.
- 3월 27일 : KBS 2TV 월화 드라마 《완벽한 아내》 1~8회 스페셜 편성으로 인한 결방.
- 5월 29일 : KBS 2TV 월화 드라마 《쌈 마이웨이》 1~2회 연속방송 편성으로 인한 결방.
- 7월 24일 : KBS 2TV 월화 드라마 《학교 2017》 1~2회 특별판 편성으로 인한 결방.
- 10월 9일 : 추석특선영화 《럭키》 편성으로 인한 결방.
- 10월 30일 : KBS 스포츠 2017년 KBO 리그 한국시리즈 5차전 《KIA 타이거즈 VS 두산 베어스》 중계방송으로 인한 결방.

2018년
- 2월 12일 ~ 2월 19일 : 《2018 평창 동계 올림픽》 중계방송으로 인한 결방.
- 5월 28일 : KBS 스포츠 축구 국가대표팀 평가전 《대한민국 VS 온두라스》 중계방송으로 인한 결방.
- 6월 18일 : 2018 러시아 월드컵 《대한민국 VS 스웨덴》 중계방송으로 인한 결방.
- 8월 20일 : 《2018 자카르타-팔렘방 아시안 게임》 중계방송으로 인한 결방.
- 9월 24일 : 추석특선영화 《가디언즈 오브 갤럭시》 편성으로 인한 결방.
- 11월 12일 : KBS 스포츠 2018년 KBO 리그 한국시리즈 6차전 《SK 와이번스 VS 두산 베어스》 중계방송으로 인한 결방.
- 12월 31일 : 《2018 KBS 연기대상》 시상식 중계방송으로 인한 결방.

2019년
- 2월 4일 : 설날특선영화 《캡틴 아메리카: 시빌 워》 편성으로 인한 결방.
- 4월 11일 : 대한민국 임시정부수립일 기념 콘서트 편성으로 인한 결방.
- 4월 8일 ~ 4월 18일 : 프로그램 개편으로 인한 결방.
- 7월 25일 ~ 8월 5일 : 스페셜 방송분 편성으로 대체.
- 9월 12일 : 추석특선영화 《닥터 스트레인지》 편성으로 인한 결방.